# EVE Burst Error
EVE Burst Error (Japans: イヴ・バーストエラー) is een videospel voor de platformen NEC PC-98 en Sega Saturn. Het spel werd uitgebracht in 1995. 

## Platforms
| Jaar | Platform    |
| ---- | ----------- |
| 1995 | PC-98       |
| 1997 | SEGA Saturn |
| 1999 | Windows     |